# Marydel
La ville de Marydel est située dans le comté de Caroline, dans l’État du Maryland, aux États-Unis. Sa population s’élevait à 176 habitants lors du recensement de 2020.